# Fahlström (ätt)
Fahlström är en utslocknad friherrlig svensk ätt. Landshövdingen Ludvig Fahlström adlades 1685 och fick 1714 friherres rang och med oförändrat namn. Han introducerades 1719 på Riddarhuset under nummer 128. Den sist levande av ätten var hans son, generalmajoren Ludvig Fahlström den yngre, som dog 1759 och vars båda äktenskap var barnlösa.